# Consonne occlusive labiale-vélaire voisée
La consonne occlusive labiale-vélaire voisée est un son consonantique fréquent dans de nombreuses langues parlées en Afrique occidentale. Le symbole dans l'alphabet phonétique international est [ɡ͡b]. Cette consonne est présente, par exemple, dans le baoulé, l’ewe et les autres langues gbe, le lingala.